# Phrygilus
Phrygilus  (sierragorzen) is een geslacht van zangvogels uit de familie Thraupidae (tangaren).

## Soorten
Het geslacht kent de volgende soorten:
- Phrygilus atriceps  – Zwartkapsierragors
- Phrygilus gayi  – Grijskapsierragors
- Phrygilus patagonicus  – Patagonische sierragors
- Phrygilus punensis  – Punasierragors